# Neoepiscardia jansei
Neoepiscardia jansei är en fjärilsart som beskrevs av László Anthony Gozmány. Neoepiscardia jansei ingår i släktet Neoepiscardia och familjen äkta malar. Inga underarter finns listade i Catalogue of Life.